# Ranger

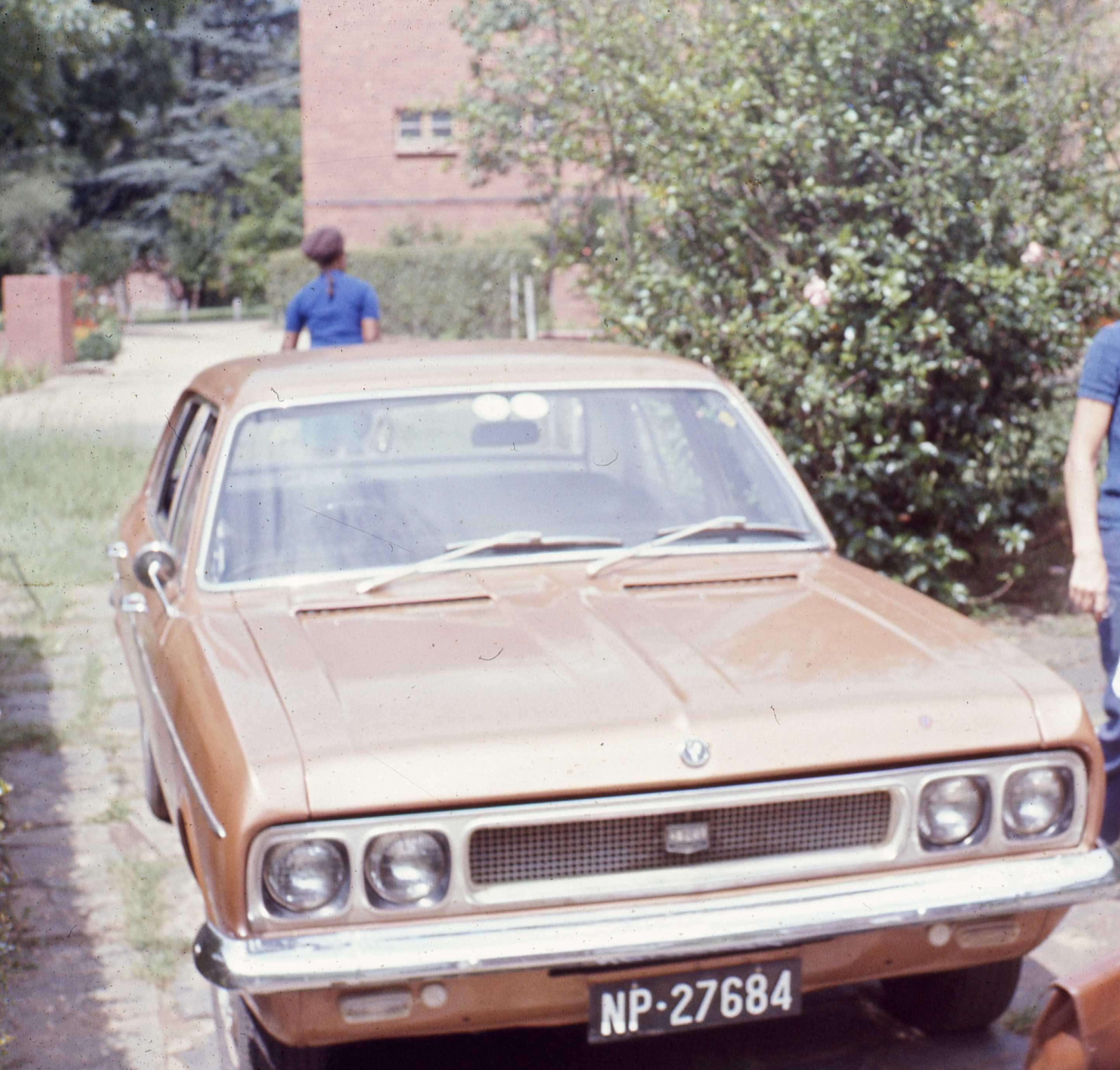
General Motors Ranger

Ranger a fost un automobil vândut de către General Motors între anii 1968 și 1973. A fost bazată pe platforma Opelului Rekord, dar cu un motor Chevrolet. Marca nu s-a produs decât câțiva ani.
Ranger a fost și o versiune a Opelului Rekord vândut în Elveția.

## FordșiChrysler
Ranger este un nume folosit de Ford pentru o camionetă, Ford Ranger, iar Chrysler a folosit aceeași denumire în Australia pentru o versiune a automobilului Chrysler Valiant la mijlocul anilor 1970.